# Patrick Vinton Kirch
Patrick Vinton Kirch (* 1950 in Honolulu) ist ein US-amerikanischer Anthropologe, Ethnologe und Archäologe mit Spezialisierung auf Ozeanien.

## Leben
Kirch wuchs im Manoa-Tal auf Hawaii auf und wurde mit 13 Jahren Gehilfe des Malakologen Yoshio Kondo am Bishop Museum und wurde dort schon an archäologische Arbeit herangeführt. Er studierte an der University of Pennsylvania und der Yale University, an der er 1975 promoviert wurde. 1975 bis 1984 war er am Bishop Museum in Honolulu, war ab 1984 Direktor des Burke Museum of Natural History and Culture der University of Washington, an der er Associate Professor wurde. Ab 1989 war er Professor an der University of California, Berkeley, in der Abteilung Anthropologie, später auch in der Abteilung Integrative Biologie. Er war Chancellor’s Professor und Class of 1954 Professor für Anthropologie (ab 1994) und Integrative Biologie und wurde 2014 emeritiert. Gleichzeitig war er Professor an der Universität von Hawaii in Manoa. Er ist seit 2017 im Direktorengremium des Bishop Museum und war 1999 bis 2002 Direktor des Phoebe A. Hearst Museum of Anthropology.
Er forscht über Archäologie, Ethnographie und Paläoökologie der Inseln des Pazifiks (insbesondere Melanesien, Polynesien). Er war einer der Gründer und erster Präsident der Society for Hawaiian Archaeology und ist im Beratergremium des Hawaiian Islands Land Trust.
Er forschte über Ursprung und Diversifikation der Kulturen des Pazifik, die Evolution des Häuptlingssystems, Wechselwirkung der Bevölkerung mit ihrem Insel-Ökosystem und die Lapita-Kultur.
Er ist Mitglied der National Academy of Sciences, der American Academy of Arts and Sciences, der American Philosophical Society und erhielt 1997 den John J. Carty Award. Kirch ist Ehrendoktor der Université de la Polynésie française.

## Bücher
- mit D. E. Yen: Tikopia. The Prehistory and Ecology of a Polynesian Outlier. Bishop Museum Press, Honolulu, Hawaii 1982. (Digitalisat).
- The Evolution of the Polynesian Chiefdoms. Cambridge University Press, Cambridge 1984 (Digitalisat).
- Feathered Gods and Fishhooks. University of Hawaii Press, Honolulu 1985
- mit Marshall Sahlins: Anahulu. The Anthropology of History in the Kingdom of Hawaii. Volume 1: Historical Ethnography. University of Chicago Press, Chicago 1992.
- The Wet and the Dry. Irrigation and Agricultural Intensification in Polynesia. University of Chicago Press, Chicago 1994.
- The Lapita Peoples. Blackwell, Oxford 1997.
- Historical Ecology of the Pacific Islands. Yale University Press, New Haven 2000.
- On the Road of the Winds. An Archaeological History of the Pacific Islands Before European Contact. University of California Press, Berkeley 2000.
- mit Roger Green: Hawaiki. Ancestral Polynesia: An Essay in Historical Anthropology. Cambridge University Press, Cambridge 2001.
- How Chiefs Became Kings. Divine Kingship and the Rise of Archaic States in Ancient Hawai'i. University of California Press, Berkeley 2010.
- A Shark Going Inland Is My Chief. The Island Civilization of Ancient Hawai'i. University of California Press, Berkeley 2012.
- Kua‘āina Kahiko. Life and Land in Ancient Kahikinui, Maui. University of Hawaii Press, Honolulu 2014.
- Unearthing the Polynesian Past. Explorations and Adventures of an Island Archaeologist. University of Hawaii Press, Honolulu 2015, ISBN 978-0-8248-5345-7.
- mit Clive Ruggles: Heiau, ‘Āina, Lani. The Hawaiian Temple System in Ancient Kahikinui and Kaupō, Maui. University of Hawaii Press, Honolulu 2019.